# Manettia dominicensis
Manettia dominicensis är en måreväxtart som beskrevs av Herbert Fuller Wernham. Manettia dominicensis ingår i släktet Manettia och familjen måreväxter. Inga underarter finns listade i Catalogue of Life.